# Matías Arezo
Douglas Matías Arezo Martínez (ur. 21 listopada 2002 w Montevideo) – urugwajski piłkarz występujący na pozycji napastnika, reprezentant Urugwaju, od 2023 roku zawodnik Peñarolu.